# Bò Santagertrudis

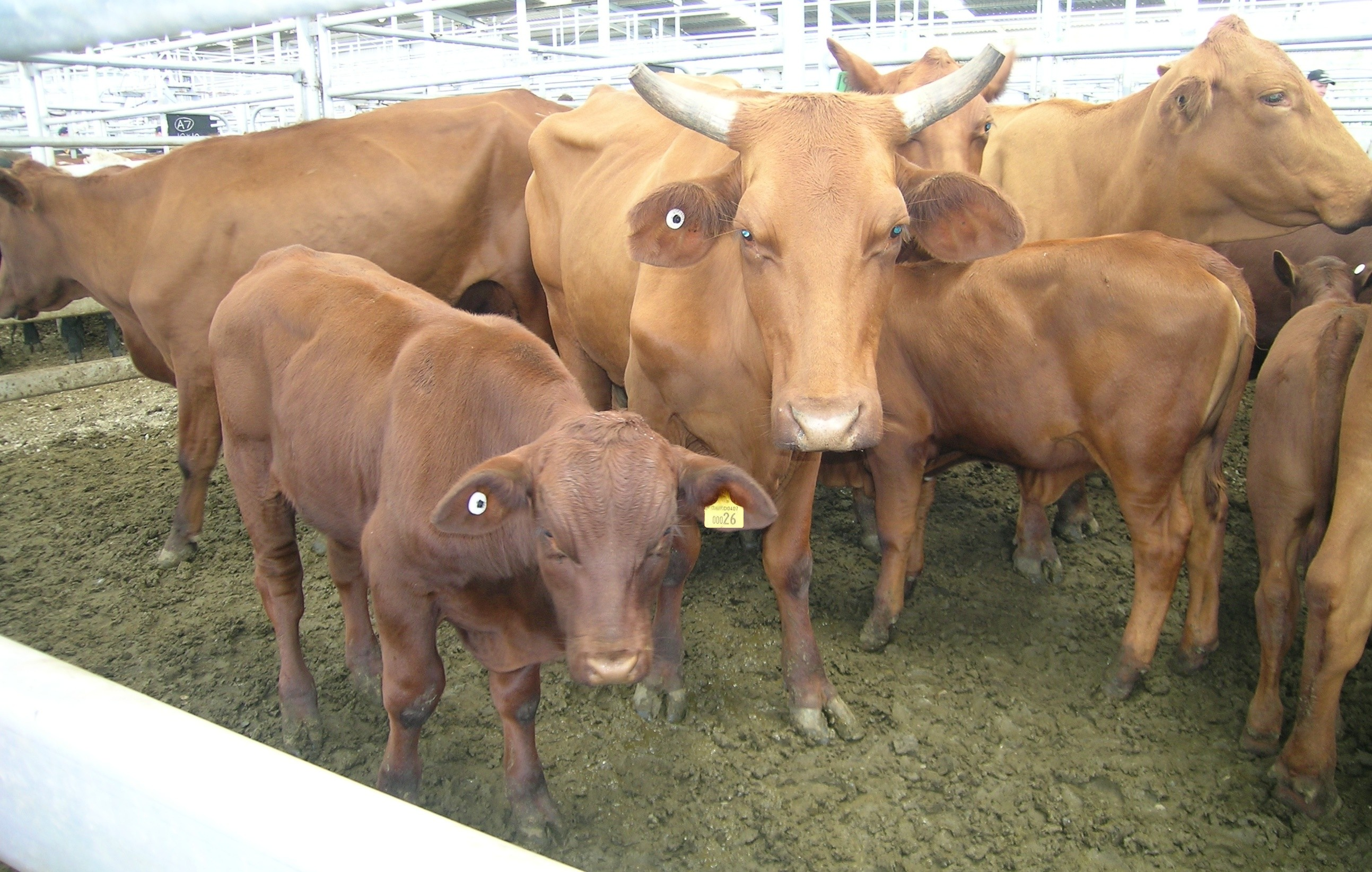
Bò Santa Gertrudis

Bò Santa Gertrudis (phát âm tiếng Việt: Xan-ta Giơtruđit) giống bò thịt có nguồn gốc từ Mỹ, được tạo thành từ năm 1940 tại bang Texas. Bò hình thành do sự lai tạo giữa bò đực giống bò Zebu Ấn Độ với bò cái giống Sothon (sừng ngắn). Bò nặng cân, yếm to và dày có nhiều nếp gấp, ngực sâu và rộng, lưng phẳng, da mỏng. Lông đỏ thẫm, đôi khi có đốm trắng phía dưới bụng bò có sừng hoặc không. Có khả năng thích ứng, chịu đựng nhiệt độ và độ ẩm cao, chống chịu được bệnh ký sinh trùng đường máu.
Bò đực trưởng thành nặng khoảng 800 - 1.000 kg, bò cái 550 – 600 kg. Nuôi thịt 18 tháng tuổi, bê đực 500 kg, bê cái 370 kg; tỉ lệ thịt xẻ 61 - 62%. Khối lượng 29–30 kg (bê sinh ra), 560–620 kg (bò cái trưởng thành), 830–1180 kg (bò đực trưởng thành). Chất lượng thịt bò tốt, khi vỗ béo đạt mức tăng trọng 1000-1200 g/con/ngày, tỷ lệ thịt xẻ đạt 60%.